# Marie Mauron
 (mars 2010).
Si vous disposez d'ouvrages ou d'articles de référence ou si vous connaissez des sites web de qualité traitant du thème abordé ici, merci de compléter l'article en donnant les références utiles à sa vérifiabilité et en les liant à la section « Notes et références ».
Pour les articles homonymes, voir Mauron (homonymie).
Marie Mauron, née Marie-Antoinette Roumanille le 5 avril 1896 à Saint-Rémy-de-Provence, dans les Bouches-du-Rhône et morte le 31 octobre 1986 dans la même ville, dans son Mas d'Angirany, est une écrivaine et poétesse française.

## Biographie
Marie-Antoinette Roumanille naît dans une famille paysanne dont tous les ascendants, depuis qu'existent les registres, sont nés et ont vécu à Saint-Rémy-de-Provence. Institutrice après ses études à l'école primaire supérieure de Marseille puis à l'école normale d'institutrices d'Aix-en-Provence de 1913 à 1916, elle enseigne aux Baux-de-Provence et à Saint-Rémy, avant de démissionner de l'Éducation nationale en 1941.
À Mas-Blanc-des-Alpilles, elle tient également le poste de secrétaire de mairie. À ce titre, elle est chargée de rédiger le Journal du Cheval qu'elle envoie à ses amis, dont Virginia Woolf et Edward Morgan Forster. De cette époque (1934) date la publication de son premier livre, Mount Peacock, publié en anglais par l'université de Cambridge, puis traduit et publié aux éditions Denoël sous le titre de Mont Paon en 1937. Ce sera dès lors le début d'une grande carrière d'écrivaine tant en français qu'en provençal (elle publiait tous ses livres en ces deux langues) qui la verra publier de très nombreux romans, contes, légendes, souvenirs, biographies et monographies diverses.
En 1958 puis en 1981, elle préside le jury pour l'élection de la reine d'Arles.
Elle est élue Majorale du Félibrige en 1969 (Cigalo d'Irlando).
Surnommée la « Colette provençale », elle sait aussi s'engager dans des combats terribles pour défendre sa Provence contre les puissances de l'argent dont l'État, l'industrie et les promoteurs. Héritière des grands poètes provençaux, elle chante, des années durant, sa terre, ses légendes, ses traditions. Mais au fil des ans, ses derniers livres deviennent de plus en plus des cris de révolte contre tous les assauts destructeurs que subit la Provence.
Elle repose au cimetière de Saint-Rémy-de-Provence.

### Vie privée
Elle a été mariée avec Charles Mauron de 1919 à 1949, traducteur d'auteurs anglais contemporains et critique littéraire.

### Décorations
- Chevalier de la Légion d’Honneur, Chevalier des Palmes académiques et Officier des Arts et des Lettres[3]

## Œuvres
- Mount Peacock, trad. F. L. Lucas, Université de Cambridge, 1934
- Mont Paon, 1937, Denoël, rééd. 1979, Marcel Jullian
- Le Quartier Mortisson, 1941, éd. Plon, rééd. 1967
- Le Sel des Pierres, 1942, Robert Laffont, rééd. 1996
- La Chèvre, ce caprice vivant, 1947, Albin Michel
- Le Taureau, ce dieu qui combat, 1949, Albin Michel
- La Maison des Passants, 1949, éd. Plon
- Charloun Rieu, 1949, Balancier
- La Transhumance, 1951, Amiot Dumont, rééd. 1959
- Le Royaume errant, 1953, éd. Plon
  - édition allemande : Aqué Menoun!, traduction : Rolf Römer, 1953, Speer-Verlag Zürich
- A l'Ombre soleilleuse (contes de Provence), 1954, Amiot Dumont
- En parcourant la Provence, illustrations de Mathurin Méheut, S.A.M. Les Beaux Livres, éditions Les Flots Bleus, Monte-Carlo, 1954
- Le Solitaire Enchanté (Charloun Rieu du Paradou, poète), 1954, Mercure de France
- Une reine de tragédie (Jeanne Ire de Naples et de Provence), 1955, Amiot-Dumont
- Le Beau voyage au Pays d'Arles, 1956, éd. Granier
- La Ségurane aux retours enchantés, 1956, Bourrelier
- Frigolet, cœur de notre Palestine, 1956, Imprimerie Mistral de Cavaillon, rééd. 1965, Imprimerie monegasque
- La Cloche aux étoiles de Pablo Casals (dessins de Louis Jou), 1956, Au Palais du Roure - L'Isle Sonante
- Vers Saint Jacques de Compostelle, 1957, Amiot - Dumont, rééd. 1974
- La Mer qui guérit, 1957, Seuil
- Cette route étoilée, 1957, Le Livre contemporain
- Au fil du Rhône, des glaciers à la mer, 1957, Horizons de France, coll. « Visages du Monde »
- Le Chemin d'ailleurs, 1958, Le Livre contemporain
- Berbiguier de Carpentras en proie aux farfadets, 1959, Le Livre contemporain
- L'Ex-Voto de Noël, 1961, rééd. 1999
- La Provence au coin du feu, 1962, Académie Perrin
- Mes grandes heures de Provence, 1962, Académie Perrin, rééd. 1974
- Éternelle Magie, 1964, Académie Perrin
- Les Cat-Fert, composé de deux livres (Le soir finit bien par tomber et Lisa de Roquemale), 1964, éd. Robert Laffont
- Hommes et cités de Provence, 1965, éd. du Sud
- Provence, terre des dieux, 19 lithographies originales de Claude Schürr, Édition d'Art H. Piazza, 1965
- Taureau, poèmes, lithographies originales d'André Jordan, chez André Jordan, Oppède, 1965
- L'Heure du soleil. Dictons d'Oc et Proverbes de Provence,1965, Robert Morel Editeur
- Les cas de conscience de l'instituteur, 1966, Académie Perrin
- Les Rocassiers, 1966, Robert Morel Editeur
- Féerie des Bois - Suite sylvestre (photos de Robert Magnan), 1966, éd. du Mont-Blanc
- Château de cartes, 1966, Seghers
- Ce temps qui passe, le voir passer, 1967, Sodi (Bruxelles)
- Les Lampions des fêtes, 1967, Académie Perrin
- La Marseillaise, 1968, Académie Perrin
- Bois ton rais de soleil, 1968, Belperroud
- Suite provençale, 1969, éd. Plon
- Marchés de Provence (illustrations de Christian de Gastyne), 1970, éd. Baconnier
- Quand la Provence nous est contée par ses plus grands poètes et chroniqueurs, 1976, éd. Perrin
- Lorsque la vie était la vie, Quouro la vido èro la vido (édition bilingue) 1971, Pierre Rollet, éd. Ramoun Berenguié
- Signes de la pierre, photos: Zoé Binswanger, 1972, Horizons de France
- La Provence qu'on assassine, 1972, Julliard
- Les Arsacs, 1972, éd. Plon
- La Diabolique Aragne, 1972
- Winsberg - Vingt ans de peinture, co-écrit avec Jean Goldman, Jean Lavaud et Jacques Winsberg, Besse éditeur, Paris, 1973
- Ombre et Lumière sur la Provence, 1974, éd. Plon
- Il était fête chaque jour, 1974, Rouge et Or
- Il pleut, il fait soleil, le Diable bat sa femme, 1975, éd. Plon
- Quand la Provence nous est contée, 1975, Académie Perrin
- Ce que j'appelle vivre, 1976, Académie Perrin
- Le Monde des Santons, 1976, Académie Perrin
- Le Vieux de la montagne 1977, éd. Plon
- L'Ombre portée, 1977, presses de Marabout - Belgique
- Un Noël solitaire et peuplé, 1978, éd. Plon
- Les cigales de mon enfance (souvenirs), 1978, éd. Belfond
- Le Printemps de la Saint-Martin, 1979, Atelier Marcel Jullian.
- La Camargue et ses dieux sauvages, lithographies originales d'André Jordan, Éditions du Groupement culturel de Vallis Clausa, Fontaine-de-Vaucluse, 1978
- Cette Camargue que nous aimons, 1980, édi. Pierre Belfond
- Ces Lointains si présents, 1980, éd. Plon
- Légendes du Triangle Sacré, 1980, Ouest France
- A la glori de l'oli (À la gloire de l'huile), textes de Marie Mauron, illustrations de Jean Arène, édité par les auteurs, 1980.
- Les Caprices du Destin, 1981, éd. Plon
- Jean-Henri Fabre (À la rencontre de l'homme et du poète dans l'œuvre du savant), 1981, Alain Barthélemy
- Lou rusticage au fiéu di jour (Travaux des champs au fil des jours), textes de Marie Mauron, illustrations de Jean Arène, édité par les auteurs, 1981
- La festo en païs d'Arles (la fête en pays d'Arles), textes de Marie Mauron, illustrations de Jean Arène, édité par les auteurs, 1982
- Toi, notre arbre (Tu noste aubre), textes de Marie Mauron, illustrations de Jean Arène, édité par les auteurs, 1983
- En roulotte et à pied (en Haute Provence à travers la montagne de Lure), 1984, éd. Plon
- Rivages, textes de Marie Mauron, illustrations de Jean Arène, édité par les auteurs, 1986
- La Pierre et l'Homme (œuvre posthume), texte de Marie Mauron, dessins de René Seyssaud et Jean Arène, Mas d'Angirany, éditions Gui Benucci, 1988
- Rétrospective Arène, textes d'Évelyne Duret, Jean Giono, Marie Mauron, Henri Bosco, Pierre Magnan, Henri Feyt, Alain Billy - Édité pour la rétrospective Arène du Centre d'Art Sébastien, Saint-Cyr-sur-Mer - Imprimerie Lacroix, Saint-Rémy-de-Provence, 2002

## Prix
- 1950 : prix Frédéric-Mistral, pour Charloun Rieu
- 1952 : Prix Sully-Olivier de Serres, pour La Transhumance
- 1953 : Prix Charles Veillon, pour Le Royaume errant
- 1954 : Grand prix rhodanien de littérature, pour En parcourant la Provence
- 1962 : Prix Gustave Le Métais-Larivière de l'Académie française, pour Mes grandes heures de Provence[4]
- 1970 : Prix Dumas-Millier de l'Académie française, pour Suite provençale[4]
- 1971 : Grand prix littéraire de Provence, pour Lorsque la vie était la vie
- 1977 : Prix de l'Alpe, pour Le Vieux de la montagne

## Hommages
Une école maternelle de Saint-Rémy-de-Provence et de Greasque porte son nom ainsi qu'un certain nombre d'établissements scolaires (collège à Cabriès, Pertuis et Gignac-la-Nerthe). Une plaque est apposée sur sa maison natale, avenue Durand-Maillane, à Saint-Rémy-de-Provence.

### Audiovisuel
- [vidéo] Marie Mauron en 1968 parle de sa Provence, deux archives de la Télévision suisse romande